# Ione quasimolecolare
In spettrometria di massa lo ione quasimolecolare o ione pseudomolecolare è lo ione radicalico ottenuto sottraendo o aggiungendo un idrogeno allo ione molecolare dell'analita. Nella spettrometria a ioni positivi, la più comune, lo ione quasimolecolare è quello che si ottiene aggiungendo un idrogeno allo ione molecolare positivo ([M+H]+.), oggi si preferisce chiamarlo ione molecolare protonato. Nella spettrometria a ioni negativi è quello che si ottiene sottraendo un idrogeno allo ione molecolare negativo ([M-H]-.), ione molecolare deprotonato.